# Mariana Valadão
Mariana Machado Valadão  (Belo Horizonte, 3 de Julho de 1984)  é uma pastora, compositora e cantora de música cristã contemporânea e ex-integrante da banda Diante do Trono. Em carreira solo, gravou vários álbuns e foi premiada no Troféu Talento de 2009, na categoria Revelação.

## Biografia e carreira

### Família
Filha dos pastores Márcio Valadão e Renata Valadão, a cantora é mãe de Tito, Davi e Bella Valadão. É também irmã dos cantores Ana Paula Valadão e André Valadão.[carece de fontes?]
Mariana e seu marido Felippe são os fundadores da Lagoinha em Niterói, primeira filial da Igreja Batista da Lagoinha fora de Belo Horizonte.

### Carreira solo
Seu primeiro álbum lançado em 2008, trouxe participações especiais de seus irmãos e rendeu-lhe vitórias no Troféu Talento de 2009.
Seu perfil no MySpace foi o terceiro mais visitado no Brasil em 2009. Nesse mesmo ano a cantora fechou contrato com a Graça Music onde lançou o álbum De Todo Meu Coração, que lhe rendeu um disco de ouro.[carece de fontes?] Três músicas desse álbum foram compostas por Thalles Roberto.
Em 2011, a cantora participou do álbum Minhas Canções na Voz dos Melhores - Volume 4, interpretando a música "Grande Senhor", composta por R. R. Soares. Em setembro, durante a Expocristã, a cantora lança o álbum Vai Brilhar e a Revista Mariana Valadão, que conta sua trajetória musical.
Em 2013, lançou pela Sony Music o álbum Santo, o qual contém a participação do cantor Maurício Manieri.

## Discografia
Álbuns de estúdio
| CD   | Ano                 | Certificação |
| ---- | ------------------- | ------------ |
| 2008 | Mariana Valadão     | Ouro         |
| 2009 | De Todo Meu Coração | Platina      |
| 2013 | Santo               | Ouro         |
| 2015 | Canções para Ninar  | —            |

EPs
| CD   | Ano     |
| ---- | ------- |
| 2019 | Paz     |
| 2020 | Em Casa |

Álbuns ao vivo
| CD   | Ano         | Certificação |
| ---- | ----------- | ------------ |
| 2011 | Vai Brilhar | Platina      |

Videografia
| CD   | Ano         | Certificação |
| ---- | ----------- | ------------ |
| 2011 | Vai Brilhar | Platina      |